# Olga Knjazeva
Olga Nikolajevna Knjazeva (ryska: Ольга Николаевна Князева), född 9 augusti 1954 i Kazan, död 3 januari 2015 i Kazan,  var en rysk (sovjetisk) fäktare som tog OS-guld i damernas lagtävling i florett i samband med de olympiska fäktningstävlingarna 1976 i Montréal.